# Хатон (Северна Дакота)
Хатон (енгл. Hatton) град је у америчкој савезној држави Северна Дакота.

## Демографија
По попису из 2010. године број становника је 777, што је 70 (9,9%) становника више него 2000. године.
| Група             | 2000.       | 2010.       |
| Белци             | 671 (94,9%) | 743 (95,6%) |
| Афроамериканци    | 0 (0,0%)    | 0 (0,0%)    |
| Азијати           | 3 (0,4%)    | 1 (0,1%)    |
| Хиспаноамериканци | 22 (3,1%)   | 16 (2,1%)   |
| Укупно            | 707         | 777         |